# 上総ノリ
上総ノリ（かずさノリ）は、江戸時代末期に江戸近郊の海で生産された江戸前ノリに対して、上総周辺の海で生産されたノリにつけられた呼称である。現在では、千葉県におけるノリ生産の多くが、旧上総国に集中するため、転じて千葉県産のノリの呼称として用いられることがあるが、かつては江戸に近い下総方面で生産されるものを江戸前ノリ、上総方面で生産されるものを上総ノリと呼称されていた。

## 歴史
上総ノリのはじまりは、1822年（文政4年）に望陀郡人見村（現在の君津市）の名主源左衛門と八右衛門、ほか4名の長百姓が江戸ノリ商人の近江屋甚兵衛の指導を受け、1年の失敗期を経て生産に成功したことに始まる。
上総ノリの生産は、当初は小規模で多くは地元で消費されていたが、漸次隣接する大堀村、さらには青木村、西川村、新井村、坂田村などの近郊の村々に拡大すると、販路を江戸市中にも拡大した。それにともない、脅威を感じた大森御膳ノリ場仲間に1863年（文久3年）妨害のため、訴訟を起こされ、御膳海苔上納以前に江戸市中向けノリの販売を停止させられた。以後、停滞期に入るが、移植法の確立・普及もあって、1897年（明治30年）前後から南北の浦々へ産地が拡大し、1907年（明治40年）代には市原郡下（現在の市原市）も生産として加わった。特に市原郡から君津郡の北部（現在の袖ケ浦市）は他県への種付け場としても繁栄した。
1940年（昭和15年）には産額で東京府（現在の東京都）を抜き、全国1位に達した。1950年から1951年の漁業改革以来大発展を遂げた。
また、1965年（昭和40年）代後半になると東京や神奈川、千葉北西部などの東京湾内でノリ養殖が消滅すると、東京湾産のノリとして「江戸前」の名を受け継ぎ、江戸前ノリとも呼称されるようになった。

## 関係記事
- 東京湾
- 御膳海苔
- 木更津ノリ
- 大和ヒロシ